# Ritratto di Emilia Pia da Montefeltro
Il Ritratto di Emilia Pia da Montefeltro è un dipinto a olio su tavola (58x36 cm) attribuito a Raffaello Sanzio, databile al 1504-1505 circa e conservato nel Baltimore Museum of Art a Baltimora.

## Storia
L'opera ha sul retro un'iscrizione che riporta "Emilia Pia da Montefeltro" e un sigillo con una scritta frammentaria, interpretata solitamente come "[Fo]ntico tedescho di V[enezia]", cioè il Fondaco dei Tedeschi.
Doveva essere nelle raccolte ducali di Urbino, portate a Firenze nel 1625 con la dote di Vittoria Della Rovere. Finì in seguito a Vienna, dove venne ripulita da Sikora prima di entrare nella collezione Covay-Stoop di Erlenbach, presso Zurigo. Venne poi venduta e, arrivata alla Galleria Kleinberger di New York, finì alla sede odierna.
Se l'identificazione col personaggio è confermata da una medaglia attribuita ad Adriano Fiorentino, più dubbi ha generato l'attribuzione a Raffaello o meno, seguendo in larga misura le vicende del Ritratto di Elisabetta Gonzaga, col quale ha più di un'analogia, storica, formale e attributiva.
Fu Gronau a riferirla per primo a Raffaello, confermato da Berenson, Longhi, Volpe e Camesasca. L'ipotesi fu invece respinta da Brizio.
La datazione proposta per il dipinto si basa su dati stilistici, sull'età presunta del soggetto effigiato, ed essenzialmente è legata a doppio filo a quella del Ritratto di Elisabetta Gonzaga, oggi agli Uffizi.
Entrambe le nobildonne si fecero ritrarre anche su altrettante medaglie, create da Adriano Fiorentino: pure le medaglie sono pressoché identiche, cambia solo l'iscrizione del nome.

## Descrizione e stile
Emilia Pia di Carpi e Sassuolo, nota dopo le nozze come Emilia Pia da Montefeltro, era un'importante nobildonna gravitante alla corte di Urbino, descritta nel Cortegiano di Baldassarre Castiglione. Era moglie di Antonio da Montefeltro Conte e Signore di Cantiano,  figlio del Duca Federico da Montefeltro e fratello del Duca Guidobaldo; fu una delle intime amiche e confidenti della cognata, la duchessa Elisabetta Gonzaga: è alquanto probabile che il suo ritratto emulasse proprio per esplicita richiesta quello della più celebre parente.
È ritratta a metà figura in una posa frontale piuttosto inconsueta e di sapore arcaicizzante, leggermente impacciata; lo sfondo è scuro e uniforme. L'abito e l'acconciatura della donna sono semplici, dai toni scuri. Solo l'ampia scollatura e la nobiltà del portamento chiariscono di essere davanti a un ritratto di dama, piuttosto che di una donna qualsiasi. La donna non indossa gioielli, né ha un'acconciatura elaborata, ma piuttosto di foggia quasi monacale.